# Tehuano
Le Tehuano, Tehuantepecer ou vent de Tehuano, est un vent de couloir violent qui traverse le col de Chivela dans le sud du Mexique à travers l'isthme de Tehuantepec. Il est plus fréquent entre octobre et février, avec un minimum estival en juillet. Il se forme quand la circulation du nord derrière un front froid passant sur la baie de Campêche est  accéléré vers le sud par un blocage d'air froid. L'air traverse alors l'isthme et est canalisé entre les montagnes mexicaines et guatémaltèques vers l'océan Pacifique dans le golfe de Tehuantepec.

## Description

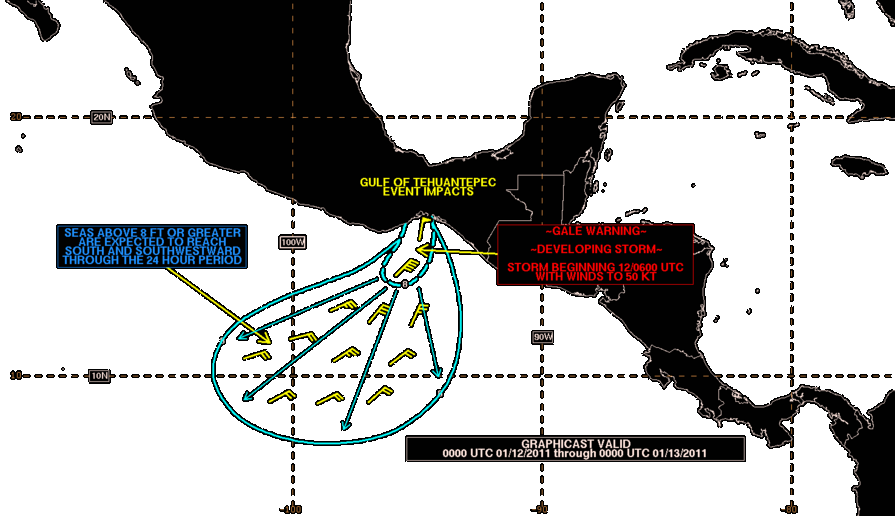
Graphique montrant la direction du vent s'étalant sur le Pacifique.

Durant la saison froide, quand un fort anticyclone se déplace vers le sud le long du flanc Est des montagnes Rocheuses et de la Sierra Madre orientale, un fort gradient de pression se bâtit le long du col de Chivela. L'air froid est alors canalisé par effet Venturi et accéléré en descendant la pente vers le Pacifique.
Lorsque le front froid débouche sur la côte il produit un vent qui peut atteindre la force de coup de vent jusqu'à celle d'ouragan mesuré par stations météorologiques terrestres, navires et même par diffusiomètre monté sur un satellite météorologique. La direction du vent est du nord au nord-nord-est. Cela conduit à une accélération localisée des alizés dans la région et peut renforcer l'activité orageuse lorsqu'elle interagit avec la zone de convergence intertropicale.
Du côté de la baie de Campêche, l'air froid et humide remonte la pente et condense en nuages orographiques qui donnent des précipitations, principalement sur les États de Veracruz et Tabasco. En descendant de l'autre côté, l'air s'assèche et le ciel se dégage à l'approche de la côte du Pacifique. Cependant, le long du front froid, il peut se former une ligne marquée de cumulus au-dessus du golfe de Tehuantepec qui sont observables sur les images satellites.
Les tehuanos peuvent être ressentis jusqu'à 160 kilomètres en mer dans l'océan Pacifique oriental tropical. Ces vents provoquent des vagues qui se propagent ensuite sous forme de houle et sont parfois observées à 1 600 kilomètres de distance. Ces vents forts provoquent une remontée d'eau plus fraîches des profondeurs à la surface de l'océan Pacifique tropical oriental et peuvent durer de quelques heures à 6 jours.

## Climatologie

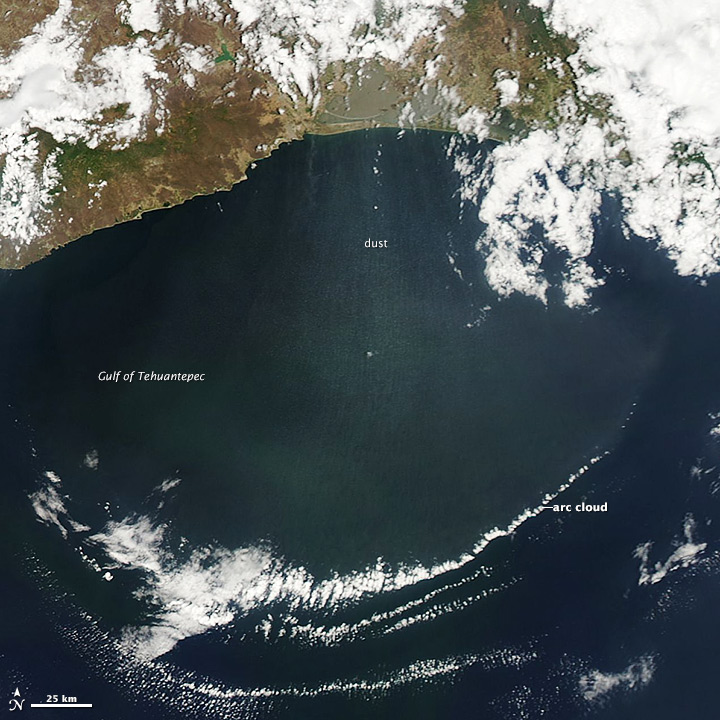
Arc de cumulus montrant la propagation du Tehuano et la zone de poussières près de la côte.

Le phénomène a été pour la première fois décrit dans un article scientifique de 1929. Les tehuanos se produisent principalement pendant les mois de la saison froide dans la région, soit entre octobre et février, qui voit le passage de nombreux fronts froid venant du continent nord-américain. Le minimum estival en juillet est causé par l'extension d'une crête barométrique chaude vers l'ouest par l'anticyclone des Bermudes.
La magnitude du vent est plus grande pendant les années El Niño que pendant les années La Niña, en raison des incursions frontales froides plus fréquentes pendant les hivers El Niño. Les vents de Tehuantepec soufflent généralement de 40 à 80 km/h mais en de rares occasions peuvent atteindre 190 km/h. Ainsi, des vents soutenus en mer de 180 km/h avec des rafales atteignant 217 km/h ont été enregistrés lors d'un épisode en février 1974. Le vent a passé au jet de sable le navire qui a pris l'observation.
D'octobre à décembre, les tehuanos contribuent à assécher la végétation déjà en pleine saison sèche. Les rafales de vent aident à propager plus rapidement les feux de forêt et rendent difficile leur extinction. De janvier à avril, les vents lèvent d'importantes quantités de poussière dans l'atmosphère ce qui est observable depuis l'espace. En mai, au début de saison de plantation, certains paysans font des brulis et le tehuano en dispersent les cendres.